# Runaway Jane – Allein gegen alle
Runaway Jane – Allein gegen alle ist ein US-amerikanischer Actionfilm aus dem Jahr 2001 mit Teri Hatcher in der Hauptrolle. Fernsehtitel war Jane Doe.

## Handlung
Der Sohn der alleinerziehenden Informatikerin Jane Doe wird entführt. Die Entführer verlangen telefonisch, dass Jane ein Gewehr bei einem Mittelsmann abholt, damit das Schießen übt und danach an einer bestimmten Stelle auf weitere Anweisungen wartet.
Jane wird dort Zeuge eines Mordes und merkt, dass sie als ein Sündenbock in dem Mordfall herhalten soll. Die Spuren führen zum Unternehmen Cy-Kor, für das sie arbeitet, und zum Manager Avery, der geheime Daten verkaufen will. Jane bekommt ihren Sohn Michael zurück, bald werden sie und ihr Sohn von Männern entführt, die wie Regierungsagenten wirken. Sie bringen die beiden zu David Doe, dem Ex-Ehemann von Jane und Vater ihres Sohnes. David arbeitet für die DIA, er brachte absichtlich falsche Informationen in die Datenbank des Cy-Kor, damit der Käufer der Daten desinformiert wird. Dabei half ihm sein Sohn, dem David 50.000 US-Dollar für seine Mithilfe versprach.
Die Chefs von David wollen Jane und ihren Sohn töten, um die Operation nicht zu gefährden. Jane setzt sich am Ende gegen die Gangster durch. David wird von einem seiner Kollegen getötet, er hinterlässt seinem Sohn zwei Millionen US-Dollar. Die Datenbank von Cy-Kor wird zerstört.

## Kritiken
„Leidlich spannender Thriller, der seine verworrene Story nach alten Erfolgsrezepten entwickelt; nicht mehr als der Versuch, zwei gescheiterte 80er-Jahre-Jungstars im Kabelfernseh-Geschäft zu etablieren.“

## Auszeichnungen
Der Film wurde 2002 für den Motion Picture Sound Editors Award nominiert.